# امیلیانو ماسیمو
امیلیانو ماسیمو (انگلیسی: Emiliano Massimo؛ زادهٔ ۱۱ اکتبر ۱۹۸۹) بازیکن فوتبال اهل ایتالیا است.
از باشگاه‌هایی که در آن بازی کرده‌است می‌توان به باشگاه فوتبال آولینو و باشگاه فوتبال آ.اس. رم اشاره کرد.